# Muhamed Mujić
Muhamed Mujić (ur. 25 kwietnia 1933 w Mostarze, zm. 20 lutego 2016 tamże) – jugosłowiański piłkarz i trener piłkarski, podczas kariery występował na pozycji napastnika. Srebrny medalista letnich igrzysk olimpijskich 1956. Srebrny medalista mistrzostw Europy 1960. Uczestnik mistrzostw świata 1962. Reprezentant Jugosławii.